# رون هوغ
رون هوغ (بالإنجليزية: Ron Hogg)‏ هو ضابط شرطة وسياسي بريطاني، ولد في 1 أكتوبر 1951 في المملكة المتحدة. حزبياً، نشط في حزب العمال.